# Дражгошка битка
Дражгошка битка (словен. dražgoška bitka) био је сукоб током Другог светског рата између словеначких партизана и оружаних снага нацистичке Немачке, која се одиграла између 9. и 11. јануара 1942. године у селу Дражгоше у окупираној Словенији. Ова битка је представљала први директан сукоб између две стране. Завршила се суровим одмаздама немачких снага над становницима села и уништењем самог села.

## Позадина
Након окупације Словеније, Немачка је планирала да анектира Горњу Крајину, где се налази Дражгоше, и да германизује локално становништво. Немци су из региона протерали скоро све словеначке свештенике, као и учитеље и друге интелектуалце, забранили употребу словеначког језика у школама и црквама, довели наставнике који говоре немачки у Горњу Крајину и мобилисали локалне Словенце за принудни рад у Рајху. Ове мере су убрзо изазвале отпор, који је у почетку био мањег обима, али заустављање немачке војске пред Москвом пробудило је наду да ће рат ускоро завршити, што је подстакло Словеначки ослободилачки фронт да покрене шири устанак у Горњој Крајини.
Главна партизанска јединица у Горњој Крајини био је Цанкарев батаљон, основан у августу 1941. године, који је већ извео низ акција против Немаца, укључујући неуспешан покушај ослобађања затвореника из седишта Гестапоа у Бегуњама. Дванаестог децембра 1941. године, Цанкарев батаљон је наишао на јединицу немачке оружане полиције код места Ровте у Сељској долини, где је убио 45 њихових припадника, што је можда био један од највећих појединачних успеха у борби на окупираним територијама у Европи до тада. Овај успех је додатно охрабрио Словенце, а стотине људи су добровољно приступиле Цанкаревом батаљону.
Вест о устанку стигла је до Химлера, који је наредио слање додатних батаљона оружане полиције ради сузбијања устанка, док су немачке власти стрељале 37 словеначких затвореника, углавном партизана и њихових присталица, у седишту Гестапоа у Бегуњама на Горенјском. Немци су напали Цанкарев батаљон на Пасјој Равни, где су се партизани три дана опирали, убивши десетине припадника оружане полиције. Знајући да Немци шаљу појачања, Цанкарев батаљон је одлучио да се повуче са Пасје Равни и, након разматрања више опција, одлучио се за повлачење у Дражгоше.

## Битка
За напад на Дражгоше, Немци су окупили четири батаљона са више од 2.000 добро наоружаних војника, укључујући тешку артиљерију и осматрачки авион, како би напали око 200 партизана из Цанкаревог батаљона. Током тродневних борби, од 9. до 11. јануара, Немци су имали 69 жртава: 27 погинулих и 42 рањена, док су партизани имали 20 жртава: 9 погинулих и 11 рањених.
Дана 11. јануара, Немци су, уз помоћ локалних словеначких сарадника, успели да уђу у село. Те вечери, исцрпљени партизани су били приморани да напусте село, повлачећи се на планину Јеловицу, а неки становници Дражгоша су им се придружили у повлачењу.
Партизани су изабрали Дражгоше као место за сукоб са немачким снагама, иако су их мештани молили да напусте село. Други извори наводе да је одлазак у Дражгоше био само једна од више могућности које су партизани разматрали након борби код Ровта и Пасје Равни. Такође се истиче чињеница да су, по доласку у село, дозволили мештанима да обавесте Немце о њиховом присуству како село не би сносило одговорност и трпело одмазду.

## Последице
Два дана након сукоба код Дражгоша, немачке трупе су напале два партизанска вода на Мошењским планинама. Током 13-часовне борбе, погинуло је око 12 партизана, а пет је рањено.
Након битке код Дражгоша, немачке трупе су убиле 41 мештанина, укључујући 21 цивила у Јеленшчу, стрељавши 18 (међу њима 7 деце млађе од 18 година, укључујући двоје од 11 година и једно од 13 година). Још двоје су убијени приликом покушаја бекства, а трогодишња девојчица је такође убијена када је немачки војник бацио бомбу у подрум пун цивила. Наредног дана увече, додатних 18 мушкараца који су претходно побегли, али су ухваћени при повратку, стрељано је, куће су опљачкане, а село запаљено. У фебруару 1942. године, Немци су се вратили и минирали цело село, забранивши улазак у њега до краја рата. Преостали мештани су потом похватани и послати у концентрационе логоре.
Немачко јавно саопштење о уништењу села и слању жена и деце у концентрационе логоре тврдило је да се то догодило зато што мештани нису пријавили присуство партизана, што је очигледна лаж, јер су мештани, уз одобрење партизана, пријавили њихово присуство како не би сносили одговорност. Након набрајања мера одмазде, немачко саопштење се завршава претњом свим становницима Горње Крањске: „Ко је против нас, биће стрељан.“
Након рата, у селу је подигнуто више споменика, укључујући:
- споменик испред цркве са именима 41 таоца које су Немци стрељали, као и 16 мештана Дражгоша који су погинули као партизани од 1942. до 1945. године;
- споменик код цркве у част 18 мештана Дражгоша које су Немци стрељали на том месту, који је подигла Савез организација бораца НОР-а;
- споменик у Јеленшчу у част 21 мештанина Дражгоша које су Немци тамо стрељали након битке, такође подигнут од стране Савеза бораца;
- спомен-обележје на сеоском гробљу, где су били сахрањени таоци и партизани пре него што су њихови посмртни остаци пренети у заједничку гробницу;
- велики споменик на месту где су сахрањени 40 талаца и 8 партизана.

## Тумачења
Вест о бици код Дражгоша проширила се и до Сједињених Америчких Држава, где је слављена као херојски чин пркоса у окупираној Европи. Битка је даље слављена и у комунистичкој ери и у данашњој Словенији. Први мали споменик палим партизанима и мештанима подигнут је 1947. године. На основу разговора са партизанима и мештанима, Иван Јан је 1971. написао популарну књигу о дражгошкој бици, која је додатно скренула пажњу на овај догађај, а 1976. године подигнут је велики споменик посвећен деветорици погинулих партизана и 41 стрељаном цивилу; подигнута су и још три споменика стрељаним мештанима.
Одмах након битке па све до деценијама касније, словеначки извори су прецењивали број немачких жртава, наводећи нетачне бројке од најмање 100 погинулих и рањених Немаца, па до неколико стотина. Јан је тврдио да је било стотине немачких жртава, односно најмање 100 погинулих и 200 рањених, и више пута је наводио да Немци прикривају податке о својим губицима, истичући да немачка документа нису доступна и да зато нема прецизних података о немачким губицима. У сведочењу из 1955. године, један мештанин је изјавио да су му немачки војници рекли да су код Дражгоша изгубили 1.200 људи, или да партизани нису уопште имали жртава. Ипак, у чланку из 1977. године наведено је да су немачки губици непознати.
Битка је добила високе похвале и након што је Словенија прогласила независност и увела демократију. Данило Тирк, председник Словеније, описао је 2008. године битку код Дражгоша као „највећу моралну победу“ словеначког народа и као „победу одговорности за будућност сопственог народа“. Он је изјавио да је она темељ за Словенију као независну државу. Сваке године се у Дражгошама одржавају комеморације у част битке, којима присуствују хиљаде људи, укључујући председника Словеније и друге високе званичнике. Неки критички настројени словеначки коментатори описали су ове комеморације као „култ“.
Франц Кавчић, дугогодишњи становник Дражгоша који је преживео битку, недавно је изнео другачије, лично сведочење о бици и догађајима који су уследили. Према његовом казивању, партизане су у село позвали њихови присталице, али су они након тога одбили да оду иако су их неки мештани то замолили. Партизани су се затим повукли након почетног окршаја. Потом су Немци окупили његовог оца и још 18 мушкараца у свештеничку кућу и живе их спалили. Немци су такође покушали да живе спале десетогодишњег Кавчића и његову мајку, заједно са 60 жена и деце, али их је један локални званичник убедио да то не учине. Уместо тога, Немци су протерали и затворили жене, децу и преживеле мушкарце, док су село запалили и минирали, касније се вративши да дигну у ваздух и цркву. У августу 1945. године, министар новоформиране комунистичке Југославије посетио је Дражгоше како би малобројним присутним мештанима представио план обнове села. Министар је предложио да држава изгради две велике стамбене зграде и две заједничке штале, а да се преостала земља претвори у заједничко пашњачко земљиште. Мештани су очекивали да ће им држава омогућити обнову индивидуалних кућа. Састанак је завршен када је један гневни мештанин пљунуо званичника у лице. Мештани су потом сами обновили село од 1949. до 1960. године, финансирајући изградњу приходима од задружне тестере коју су основали након рата. Држава није испунила обећање да ће изградити пут до села. Кавчић напомиње да се мишљења око комеморације битке разликују међу мештанима, који су подељени у два „таборa“ по том питању.
Још једну перспективу пружају документи који се односе на немачког католичког свештеника Рудолфа Безела, кога је Аустријска црква послала у Горњу Крањску након што су Немци готово све словеначке свештенике и друге интелектуалце протерали из тог подручја, јер су планирали да га припоје Немачкој и германизују локално становништво. Безел је позван у Дражгоше десет дана пре битке како би одржао опело на сахрани, којој су присуствовали и локални партизани, а он је забележио да су га „частно поздравили“. Желећи да остане потпуно неутралан у рату, партизани су му дали пропусницу да се слободно креће и врши службу у бројним парохијама у Горњој Крањској, које су остале без свештеника. Он је био свештеник који је тајно сахранио 41 мештанина Дражгоша које су Немци стрељали, и касније је спасао позлаћене олтаре из богато украшене цркве у Дражгошама пре него што су је Немци дигли у ваздух (иако су касније неке од највреднијих статуа ипак украли). После тога, извори тврде да су Немци покушали да окриве партизане за стрељање мештана и да затварање жена и деце представе као „спасавање“. Безел је након рата остао у Словенији као омиљени свештеник, али је због непријатељства и неповерења од стране локалне словеначке цркве и свештеника на крају напустио земљу 1947. године, касније изражавајући чежњу за Словенијом.
Према књизи из 2005. године аутора Корселиса и Ферара, која бележи сведочења антикомунистичких и антипартизанских словеначких избеглица и емиграната након рата, партизани су веровали да устанци попут оног у Дражгошама и последичне одмазде окрећу становништво против Немаца. Антикомунистички католици су, међутим, веровали да су партизани намерно изазивали такве устанке у или близу католичких села како би управо католици били мета одмазде, и сматрали су битку „штетним и узалудним напором“.
Француски професор књижевности и политички аналитичар Боштјан М. Тирк је битку код Дражгоша описао као „националну агонију и срамоту партизанског покрета“. По Тирку, „Дражгоше представљају велики пораз воље и духа отпора против нациста, јер су недужни људи платили животима за партизанску обману“. Он сматра да је, са комунистичке тачке гледишта, битка била успех, јер је улила страх у народ и олакшала спровођење револуције и освајање власти.
Историчар Стане Гранда описао је битку код Дражгоша као „катастрофалну погрешну процену“ и „пустошење села Дражгоше“, а њено данашње државно обележавање као „идеолошку и политичку конструкцију“.
Историчар и кустос Словеначког војног музеја, Мартин Премк, истиче да су се словеначки историчари у бившој Југославији, попут Тонета Ференца, објективно бавили овом битком, али је шездесетих година појавом популарне књиге ненаучника Ивана Јана дошло до већег интересовања, али и преувеличавања. Након словеначке независности, појавили су се напади на битку код Дражгоша, при чему је, према Премку, најапсурднија тврдња била да су партизани намерно изабрали Дражгоше знајући унапред да ће Немци извршити масакр и запалити село. Након ових крајности, Премк сматра да је дошло до повратка умеренијим оценама, које признају да је битка имала симболичан значај у Словенији и свету као чин херојског отпора немачкој анексији. Он такође указује на екстремне немачке одмазде, укључујући покушај потпуног уништења села, као доказ претње коју је битка представљала за Немце. Међутим, неки медији су Премков став окарактерисали као политички мотивисан и упитан. С друге стране, Споменка Хрибар, ауторка, истакнута личност у борби за словеначку независност и добитница награде „Европски грађанин“ Европског парламента, сматра да критичари попут Јожета Дежмана и других са политичке деснице врше политичку и идеолошку манипулацију историјом Другог светског рата и мртвима, са циљем да се оцрни партизански покрет и оправда сарадња са нацистима и фашистима. Јелка Гортнар, која је као девојчица била сведок битке, испричала је да су партизани били издани од стране тројице мушкараца из Дражгоша и суседног села Чешњица: Анжица, Цвирна и Пинтера.